# Верхний Кугенер (Новоторъяльский район)
Верхний Кугенер (мар. Васлисола) — деревня в Новоторъяльском районе Республики Марий Эл. Входит в состав Масканурского сельского поселения.

## География
Находится в северо-восточной части республики Марий Эл на расстоянии приблизительно 12 км по прямой на северо-запад от районного центра посёлка Новый Торъял.

## История
Основана в 1800 году новокрещёными черемисами. В 1884 году в деревне числилось 33 двора, 210 жителей, все черемисы. В 1917 году в 16 дворах проживали 152 человека. В 1929 году здесь насчитывалось 37 хозяйств, 154 человека, все мари. В 1939 году в деревне числилось 166 жителей. В 1966 году деревни Верхний Кугенер и Короткий Ключ объединили под названием Верхняя Кугенерка. В 1988 году в селении числились 81 житель, 33 дома, из них 4 пустовали. В 1996 году числилось 32 хозяйства с населением 84 человека, в 2002 году насчитывался 31 дом. В советское время работали колхозы «Пеледыш», имени Ворошилова и «Памяти Ленина».

## Население
Население составляло 73 человека (мари 100 %) в 2002 году, 55 в 2010.